# Liste der Bischöfe von Chachapoyas
Die durch Papst Pius VII. am 18. Mai 1803 errichtete Diözese Maynas wurde am 2. Juni 1843 in Diözese Chachapoyas umbenannt. Folgende Personen waren Bischöfe der Diözese:

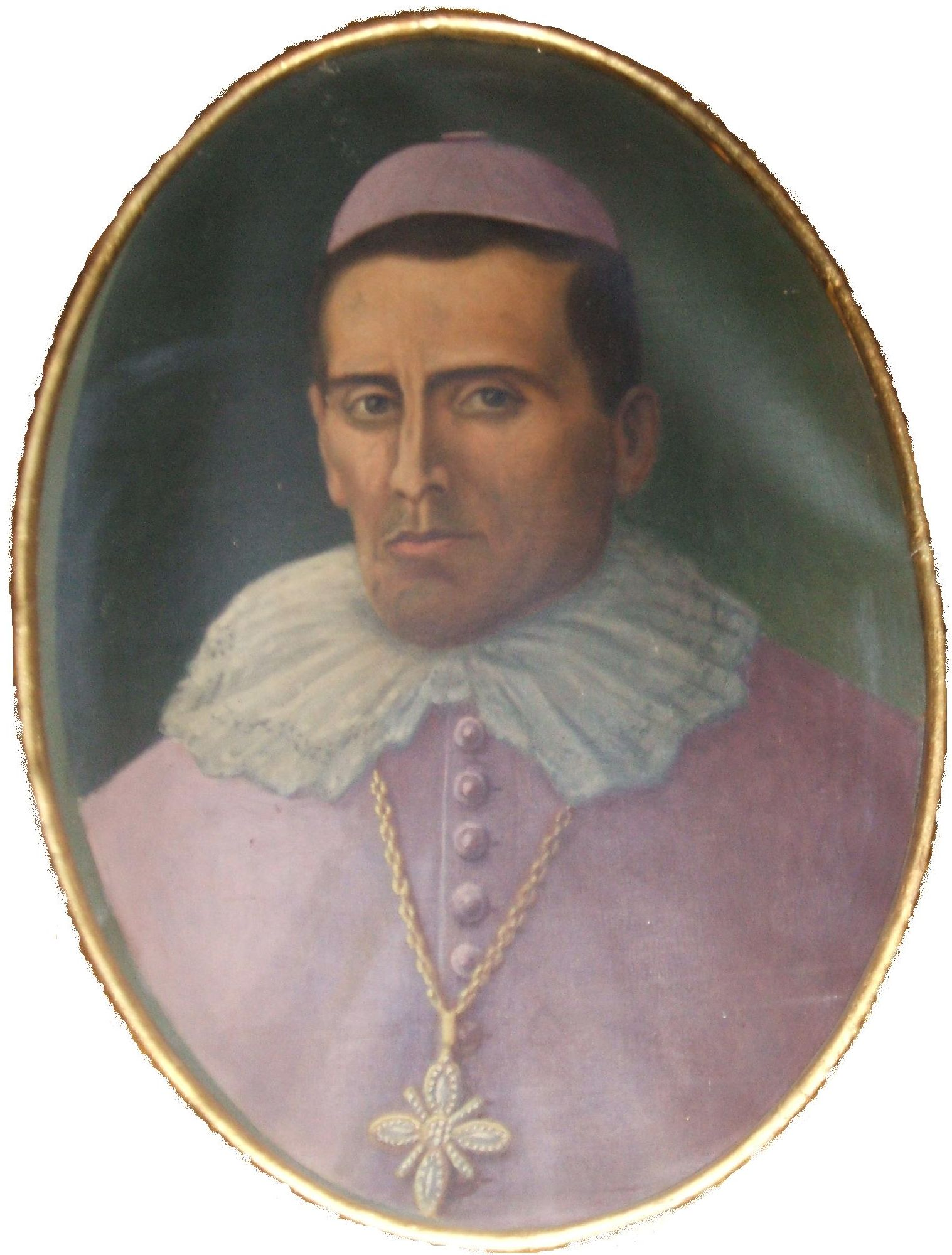
Pedro Ruiz, dritter Bischof von Chachapoyas

| Name                               | Amtszeit  |
| ---------------------------------- | --------- |
| Hipólito Sánchez Rangel            | 1805–1821 |
| José María Ariaga                  | 1840–1853 |
| Pedro Ruiz                         | 1853–1862 |
| Francisco Solano Del Risco         | 1865–1903 |
| Santiago Irala                     | 1904–1908 |
| Emilio Lissón                      | 1909–1918 |
| Octavio Ortiz Arrieta              | 1921–1958 |
| José Germán Benavides Morriberón   | 1958–1968 |
| Manuel Prado Pérez-Rosas           | 1970–1976 |
| Antonio de Hornedo Correa          | 1977–1991 |
| Ángel Francisco Simón Piorno       | 1991–1995 |
| José Ignacio Alemany Grau          | 1995–2000 |
| Emiliano Antonio Cisneros Martínez | 2002–2022 |
| Humberto Tapia Díaz                | seit 2022 |